# マルティン・マックス
マルティン・マックス（Martin Max、1968年8月7日 - ）は、ポーランド、タルノフスキェ・グルィ出身の元サッカー選手。元ドイツ代表。選手時代のポジションはフォワード。
息子のフィリップ・マックスもドイツ代表のサッカー選手である。

## 経歴
ボルシアMGでキャリアをスタートさせたが、出場した144試合で22得点、1994-95シーズンには20試合無得点が続くなど成績はあまり振るわず、シャルケ04へと移籍する。そこでは1996-97シーズンにUEFAヨーロッパリーグを獲得する。1999年にTSV1860ミュンヘンへと移籍し、2度の得点王に輝いた(1999-00シーズン19得点、2001-02シーズン18得点)。2003年にハンザ・ロストックと契約を交わし、35歳にして自身最多記録の20ゴールを挙げ、得点王争いで3位となるなど奮闘。その翌年に現役を引退した。
ドイツ代表としてのキャリアは2002年4月17日のアルゼンチン戦で84分に途中交代で入った1度のみである。33歳にしての代表初出場であったが、その試合で自身は得点をすることが出来ず、0-1でドイツ代表が敗北を喫した。

## 獲得タイトル

### クラブ
- DFBポカール　1994-1995
- UEFAヨーロッパリーグ　1996-1997

### 個人
- ブンデスリーガ得点王　1999-2000、2001-2002